# Fullarton House

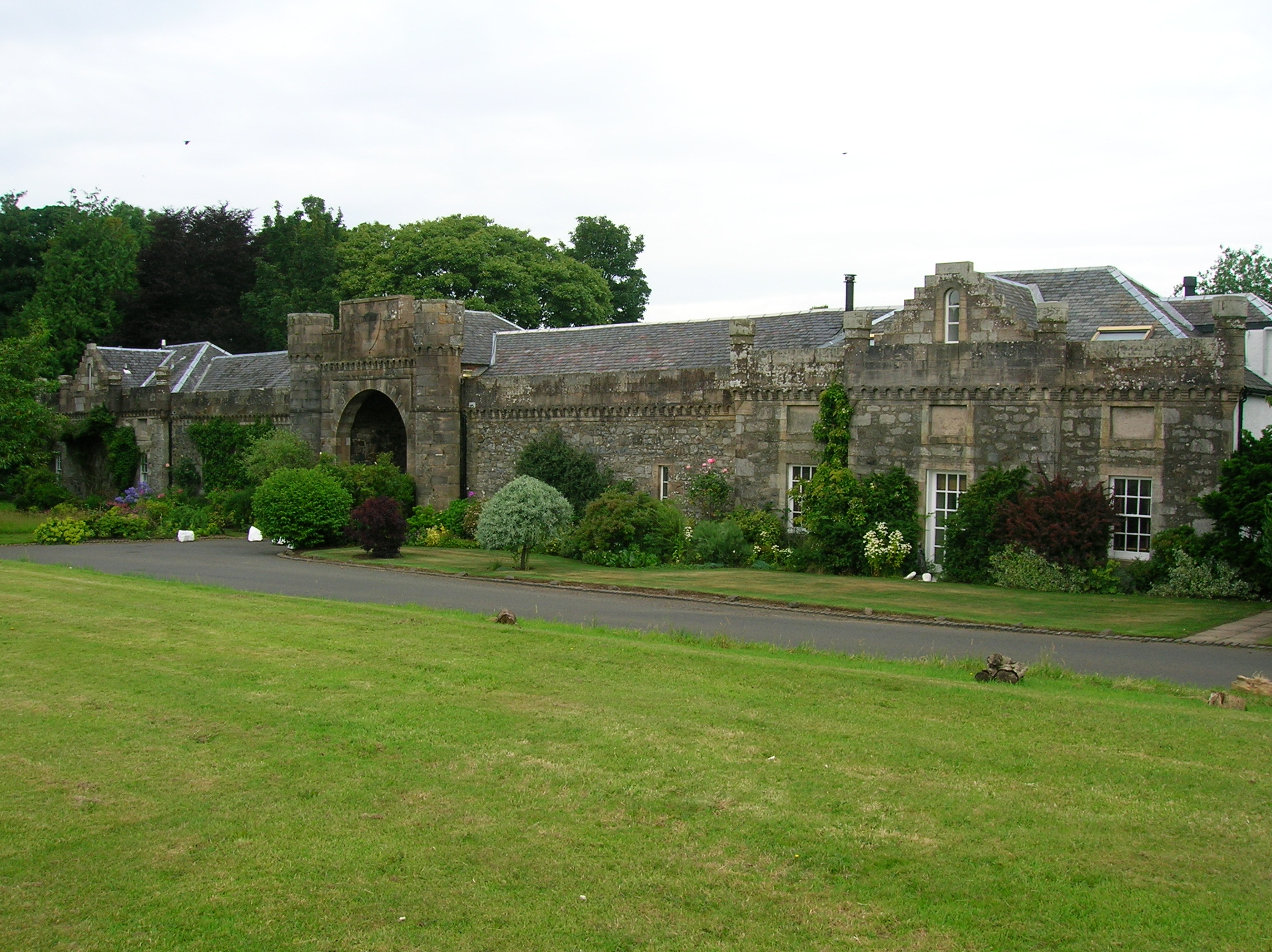
Die Gebrüder Adam entwarfen die Stallungen von Fullarton

Fullarton House war ein Landhaus in der Nähe von Troon in der schottischen Council Area South Ayrshire.

## Geschichte

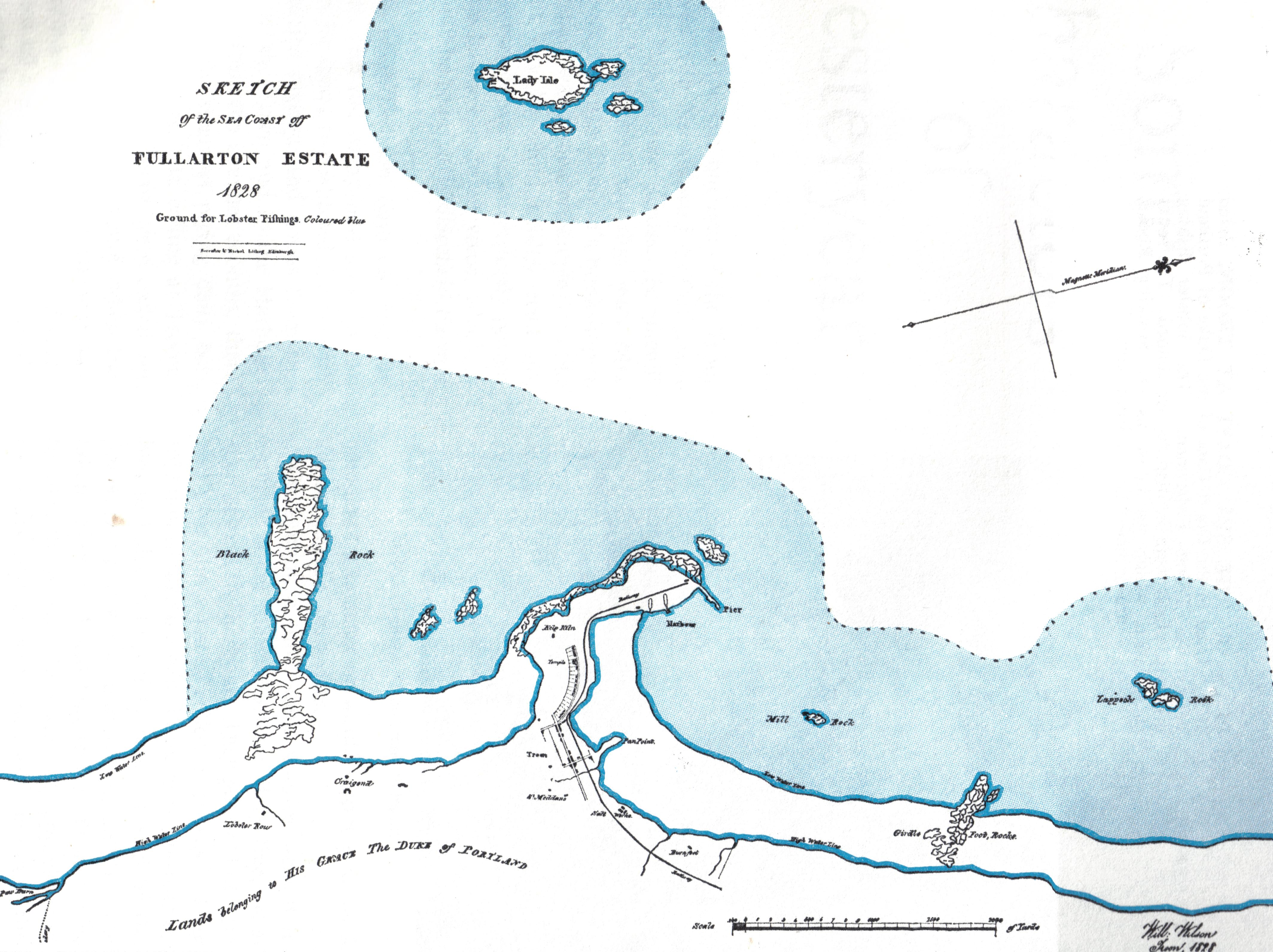
Karte des Anwesens der Fullartons von 1828, mit der Lady Isle

König Robert II. verlehnte das Anwesen Crosbie 1344 an die Familie Fullarton. Das im 16. Jahrhundert erbaute Tower House Crosbie Castle wurde teilweise abgerissen, als Fullarton House es im 18. Jahrhundert ersetzte. Die Reste der alten Burg dienten noch als Eishaus für das neue Landhaus.
William Fullarton ließ 1745 Fullarton House erbauen. Sein Sohn ließ es umbauen. In den 1790er-Jahren wurden die zugehörigen Stallungen errichtet. Im Jahre 1805 kaufte der Duke of Portland das Anwesen. Er lebte dort eine Weile lang, hatte aber größeres Interesse an der Entwicklung des Hafens von Troon und der Eisenbahnlinie von Kilmarnock nach Troon.
Im Jahre 1928 kaufte die Verwaltung das Landhaus, ließ es aber 1966 abreißen, weil sie die Unterhaltskosten nicht mehr tragen konnte. Die Stallungen wurden 1974 in Eigentumswohnungen umgewandelt.

## Beschreibung
Der Zugangsweg zum Haus wurde von William Bentinck, Duke of Portland, abgeändert und das Haus so verändert, dass die Front zur Rückseite wurde. So ergab sich eine großartige Aussicht auf die Isle of Arran und den Firth of Clyde. Ursprünglich gab es vier Pfeiler an der Rückseite des Geländes, von denen zwei Torsäulen waren und zwei steinerne Falken trugen, ein Zeichen für den Beruf des Vogelstellers.
Das Anwesen ist heute ein öffentlicher Park, in dem man noch Reste des alten Landhauses finden kann, wie die Ruinen des Eishauses, die Reste eines Taubenhauses und die ehemaligen Stallungen, heute ein Wohnblock.
Eine strohgedeckte Lodge namens Heather House stand am Eingang zum Landhaus, bis sie in den 1950er-Jahren niederbrannte.
Der zugehörige Felsenkeller, die ehemaligen Stallungen sowie zwei ornamentierte Denkmalsockel sind als Denkmäler der Kategorie B klassifiziert. Die Torpfeiler der Ostpforte sind hingegen als Kategorie-C-Bauwerke eingestuft.